# California 37
California 37 es el sexto álbum de estudio de la banda de rock pop Train . El álbum fue lanzado el 13 de abril de 2012 a través de Columbia Records. Fue precedido por el sencillo "Drive By", el 10 de enero de 2012.

## Acontecimientos
Train grabó el álbum entre San Francisco (California) y Los Ángeles, con Butch Walker y Espionage, y Monahan dice que la mayoría de la composición ocurrió mientras el grupo estaba de gira por Save Me, San Francisco. "No pasé 3 o 5 meses escribiendo, sino que llevo escribiéndolo a lo largo de los últimos 3 años", dice Monahan. "Tenemos 13 canciones que hemos grabado y yo quiero escuchar todas y cada una de ellas una y otra vez".

## Lanzamiento y promoción
"Feels Good At First" fue lanzado como sencillo promocional de 21 de marzo de 2012. Fue lanzado exclusivamente en iTunes Store como una bonificación para aquellos que encargaron California 37.

## Sencillos
"Drive By", fue elegido como el primer sencillo de California 37. Fue lanzado en todo el mundo el 10 de enero de 2012. Fue un éxito mundial, alcanzando el puesto número 10 en el Billboard Hot 100, así como llegar a las certificaciones de Platino en Australia y Nueva Zelanda. El videoclip de la canción fue lanzado por primera vez en YouTube el 15 de febrero de 2012.
El 11 de junio de 2012, "50 Ways to Say Goodbye", fue lanzado a la radio contemporánea adulta en los Estados Unidos como el segundo sencillo del álbum.

## Lista de canciones
| Edición estándar |        |              |             |          |  |
| N.º              | Título | Escritor(es) | Producer(s) | Duración |  |

## Posicionamiento
| Listas (2012)            | Posición más alta |
| ------------------------ | ----------------- |
| Australian Albums Chart  | 9                 |
| Austrian Albums Chart    | 22                |
| Canadian Albums Chart    | 6                 |
| Danish Albums Chart      | 27                |
| Dutch Albums Chart       | 16                |
| German Albums Chart      | 25                |
| Irish Albums Chart       | 74                |
| New Zealand Albums Chart | 17                |
| Scottish Albums Chart    | 3                 |
| Swiss Albums Chart       | 14                |
| UK Albums Chart          | 10                |
| US Billboard 200         | 4                 |
| US Billboard Rock Albums | 2                 |